# فتنة القبائل العربية في خراسان
وقع الاختلاف في خراسان بين العدنانية والقحطانية في عام 126هـ/744 وأظهر جديع بن علي الكرماني الخلاف مع والي خراسان نصر بن سيار التابع للدولة الأموية. وكان سبب الاختلاف أن نصر رأى الفتنة قد ثارت فرفع ما في بيت المال وأعطى الناس بعض أعطياتهم ورقاً وذهباً، والتي كان قد جمعها لتسليمها للخليفة الأموي الوليد بن يزيد قبل مقتلة، فطلب الناس منه العطاء وهو يخطب، فقال نصر: إياي والمعصية! عليكم بالطاعة والجماعة، وغضب نصر وقال: ما لكم عندي عطاء. ثم قال: كأني بكم وقد تبع من تحت أرجلكم شر لايطاق، وكأني بكم مطرحين في الأسواق كالجزر المنحورة، إنه لم تطل ولاية رجل إلا ملوها، وأنتم يا أهل خراسان مسلحة في نحور العدو، فإياكم أن يختلف فيكم سيفان، وإني وإياكم كما قيل:
وزاد الخلاف بين بين القبائل العربية في خراسان بعد امتناع نصر بن سيار الكناني عن تسليم عمله كوالي لخراسان للوالي الجديد الذي أرسله والي العراق منصور بن جمهور الكلبي. واستغل الوضع جديع بن علي الكرماني من كبير زعماء قبيلة الأزد القحطانية في خراسان والذي كان يطمع بإمارة خراسان، فاندلعت الفتنة بين قبائل المضرية بزعامة نصر بن سيار الكناني، واليمانية بزعامة جديع الكرماني ومن انضم إليه من قبائل ربيعة، وخاف نصر قدوم الحارث بن سريج عليه في حلفائة من الأتراك، فيكون أشد عليه من جديع الكرماني، وكان الحارث قد أعلن ثورته سنة 116هـ، وعندما هزم سنة 119هـ انضم إلى خاقان الترك في حربه ضد أسد بن عبد الله القسري والي خراسان السابق، وبقي الحارث في بلاد الترك حتى سنة 126هـ/744 عندما أخذ له نصر بن سيار الأمان من الخليفة الوليد بن يزيد، وعاد الحارث إلى خراسان عام 127هـ/745، وأقام في مرو الروذ، وعندما تولى الخلافة مروان بن محمد بايعه نصر بن سيار، وأقرّه الخليفة الجديد على عمله، وامتنع الحارث بن سريج عن مبايعته، فأرسل إليه نصر يدعوه إلى الجماعة وينهاه عن الفرقة وإطماع العدو، فلم يقبل وانضم الحارث إلى جديع الكرماني الذي هزم نصر، ودخل مرو، وأمّن الناس، ولكنه هدم الدور، ونهب الأموال، فأنكر الحارث بن سريج ذالك عليه، ونبذ تحالفه معه، وحاربه مع من انضم إليه من قبائل تميم ومضر عام 128هـ/746 وقُتل الحارث وأخوه، وصفت مرو لقبائل القحطانية، فهدموا دور قبائل مضر وخرج نصر بن سيار من مرو إلى أبرشهر، وكتب إلى الخليفة مروان بن محمد يخبره بخروج جديع الكرماني عليه، وانشغاله عن محاربة أبو مسلم الخراساني قائد ثورة العباسيين، الذي عظم أمره، وطلب من الخليفة أن يمده بالجنود ليستعين بهم على محاربة من خالفه من الثوار.

## بداية الفتنة
عندما قدم على نصر بن سيار عهده وولايته الثانية على خراسان من قبل والي العراق عبد الله بن عمر بن عبد العزيز، قال جديع الكرماني لأصحابه: أن الناس في فتنة فانظروا لأموركم رجلاً، فقالوا له: أنت لنا. وقالت المضرية لنصر: إن الكرماني يفسد عليك الأمور فأرسل إليه وأقتله أو أحبسه، وإن الكرماني لو لم يقدر على السلطان والملك إلا بالنصرانية واليهودية لتنصر وتهود. وكان نصر والكرماني متصافين، وكان الكرماني قد أحسن إلى نصر في ولاية أسد بن عبد الله القسري، فلما ولي نصر، عزل الكرماني عن الرياسة وولاها غيره، وتباعد ما بينهما من صلة.
فأمر نصر بحسب الكرماني، وأرسل صاحب الحرس ليأتيه به، فأرادت الأزد قبيلة الكرماني أن تخلصه من الحرس، فمنعهم من ذلك وسار الكرماني مع صاحب الحرس إلى نصر، فلما دخل عليه قال له نصر: يا كرماني ألم يأتني كتاب يوسف بن عمر الثقفي - والي العراق السابق - بقتلك فراجعته وقلت شيخ خراسان وفارسها فحقنت دمك؟ قال: بلى. قال: ألم أغرم عنك ما كان لزمك من الغرم وقسمته في أعطيات الناس؟ قال: بلى. قال: ألم ارئس ابنك علي على كره من قومك؟قال: بلى. قال: فبدلت ذلك إجماعاً على الفتنة! قال الكرماني: لم يقل الأمير شيئاً إلا وقد كان أكثر منه، وأنا لذلك شاكر، وقد كان مني أيام أسد بن عبد الله القسري - والي خراسان الأسبق - ما قد علمت فليتأن الأمير فلست أحب الفتنة. فقال سلم بن أحوز: اضرب عنقه أيها الأمير! فقال عصمة بن عبد الله الأسدي للكرماني: إنك تريد الفتنة وما لا تناله. فقال المقدام وقدامة ابنا عبد الرحمن بن نعيم الغامدي: لجلساء فرعون خير منكم؟إذ قالوا: أرجه وأخاه، والله لا يقتل الكرماني بقولكما! فأمر نصر بضربه وحبسه. فتكلمت فيه قبيلته الأزد، فقال نصر: إني حلفت أن أحبسه ولا يناله مني سوء، فإن خشيتم عليه فاختاروا رجلاً يكون معه. فاختاروا يزيد النحوي، فكان معه.
فجاء رجل من اهل نسف فقال لآل الكرماني: ماتعطوني لو أخرجته؟ قالوا: كل ما سألت. فأتى عن طريق مجرى الماء في فوسعه وقال لولد الكرماني: اكتبوا إلى أبيكم يستعد الليلة للخروج. فكتبوا إليه، فأدخلوا الكتاب في الطعام، فتعشى الكرماني ويزيد النحوي وخضر بن حكيم وخرجوا من عنده، ثم دخل الكرماني من المجرى وهرب منه، وركب فرسه والقيد في رجله. وعند الصباح اجتمع معه ا ثلاثة آلاف رجل، وكان الأزد قد بايعوا عبد الملك بن حرملة الازدي، فلما خرج الكرماني تنازل له عبد الملك عن الرياسة. وعسكر نصر بن سيار في مرو الروذ، ثم اجتمع إلى نصر بشر كثير، فوجه سلم بن أحوز في الخيل إلى الكرماني، ثم سأل الناس نصر أن يؤمن الكرماني ولا يحبسه، وجاء الكرماني فوضع يده في يد نصر، فأمره بلزوم بيته. وكان رأي نصر إخراج جديع الكرماني من خراسان، فقال له سلم بن أحوز: إن أخرجته نوهت باسمه؛ وقال الناس: إنما أخرجه لأنه هابه. فقال نصر: إن الذي أتخوفه منه إذا خرج أيسر مما أتخوفه منه وهو مقيم، والرجل إذا نفي عن بلده صغر أمره. فأبوا عليه، فآمنه وأعطى أصحابه بعض المال، وأتى الكرماني نصر فآمنه.
لما عُزل منصور بن جمهور الكلبي عن العراق وتولى بدلاً منه عبد الله بن عمر بن عبد العزيز في شوال من عام 126هـ/744 خطب نصر بن سيار وذكر ابن جمهور وشتمه. فغضب الكرماني لابن جمهور وعاد في جمع الرجال والسلاح، فكان يحضر صلاة الجمعة في ألف وخمسمائة، فيصلي خارج المقصورة، ثم يدخل فيسلم على نصر بن سيار ولا يجلس معه. ثم ترك القدوم على نصر وأظهر الخلاف، فأرسل إليه نصر مع سلم بن أحوز يطلب منه أن يقدم عليه، فرفض الكرماني أن يأتي معه. فرجع سلم بن أحوز إلى نصر فأخبره، إلا أن الكرماني لاحقاً رضي بالخروج عن مرو. فتهيأ للخروج إلى جرجان.

## عودة الحارث بن سريج
عندما وقعت الفتنة بخراسان بين نصر والكرماني خاف نصر من قدوم الحارث بن سريج عليه في أصحابه وحلفائة من الترك فيكون أشد عليه من الكرماني، فأرسل مقاتل بن حيان النبطي وغيره ليأتوا به من بلاد الترك. وسار خالد بن زياد الترمذي وخالد بن عمرو مولى بني عامر إلى الخليفة يزيد بن الوليد في الشام، وأخذو للحارث بن سريج من الخليفة الأمان، وأمر الخليفة يزيد بن الوليد من نصر أن يرد للحارث ما أخذ له، وأمر عبد الله بن عمر بن عبد العزيز والي العراق بذلك أيضاً، فأرسل نصر إليه، فلقيه الرسول وقد رجع مع مقاتل بن حيان وأصحابه، فوصل إلى نصر وقام بمرو الروذ. وكان عودته في عام 127هـ/745. وعرض عليه نصر أن يوليه أحدى الولايات ويعطيه مائة ألف دينار، فلم يقبل الحارث وأرسل إلى نصر: إني لا أريد من الدنيا واللذات شيء، وإنما أسألك كتاب الله والعمل بالسنة، وأن تستعمل أهل الخير، فإن فعلت ساعدتك على عدوك. وأرسل الحارث إلى جديع الكرماني: إن أعطاني نصر العمل بكتاب الله وما سالته ساندته وقمت بأمر الله، وإن لم يفعل أعنتك أنت إذا ضمنت لي القيام بالعدل والسنة. ودعا الحارث بن سريج قبيلته بنو تميم إليه، فأجابه منهم ومن غيرهم جمع كثير، واجتمع إليه ثلاثة آلاف، وقال لنصر: إنما خرجت من هذه البلدة منذ ثلاث عشرة سنة إنكاراً للجور وأنت تردني أليه.

## مقتل الحارث سريج ودخول الكرماني مرو
عندما تولي يزيد بن عمر هبيرة الفزاري ولاية العراق للخليفة الأموي مروان بن محمد كتب يزيد بن هبيرة إلى نصر بعهده على خراسان فبايع نصر لمروان بن محمد، فقال الحارث بن سريج: إنما آمنني الخليفة يزيد بن الوليد ولم يؤمني مروان، ولايجيز مروان أمان يزيد، فلا أثق فيه. فخاف الحارث من نصر. وأرسل إليه نصر يدعوه إلى الجماعة وينهاه عن الفرقة، فلم يجبه الحارث، وخرج فعسكر، وأرسل إلى نصر: اجعل الأمر شورى، فرفض نصر، وأمر الحارث جهم بن صفوان، رأس الجهمية، أن يقرأ سيرته ومايدعوه له على الناس. فلما سمعوا ذلك كثرت جماعتة، وأرسل الحارث إلى نصر بأن يعزل سلم بن أحوز المازني رئيس شرطته ويعين بشر بن بسطام البرجمي بدلاً منه ويغير عماله ويقر الأمر بينهما حتى يختاروا رجالاً يعملون بكتاب الله، فاختار نصر مقاتل بن سليمان ومقاتل بن حيان، واختار الحارث المغيرة بن شعبة الجهضمي ومعاذ بن جبلة، وأمر نصر كاتبه أن يكتب مايرضي هؤلاء الأربعة من السنن ومايختارونه من العمال فيوليهم ثغور سمرقند وطخارستان، وكان الحارث يقول بأنه صاحب نبوءة الرايات السود. فأرسل إليه نصر: إن كنت تزعم أنكم تهدمون سور دمشق وتزيلون ملك بني أمية فخذ مني خمسمائة رأس ومائتي بعير واحمل من الأموال ماشئت وآلة الحرب وسر، فلعمري لئن كنت صاحب ماذكرت سأكون معك، وإن كنت لست ذلك فقد أهلكت عشيرتك.
فقال الحارث بن سريج: تعلم أن هذا حق ولكن لايبايعني عليه إلا من صاحبني. فقال نصر: فقد ظهر أنهم ليسوا على رأيك، فاذكر الله في عشرين الفا من قبائل ربيعة واليمن يهلكون فيما بينكم. وعرض عليه نصر أن يوليه بلاد ما وراء النهر ويعطيه ثلاثمائة ألف، فلم يقبل، فقال له نصر: فابدأ بحرب جديع الكرماني فإن قتلته فأنا في طاعتك. فلم يقبل. ثم تراضيا بأن حكما بينهما جهم بن صفوان ومقاتل بن حيان، فحكما بأن يعتزل نصر وأن يكون الأمر شورى، فلم يقبل نصر. فخالفه الحارث. وقدم عليه جمع من أهل خراسان حين سمعوا بالفتنة، منهم: عاصم بن عمير الصريمي، وأبو الذيال الناجي، ومسلم بن عبد الرحمن الباهلي وحسان بن خالد الأسدي من طخارستان في فوارس، وعقيل بن معقل الليثي وسعد الصغير في فرسان وغيرهم، وأمر الحارث أن تقرأ سيرته في الأسواق والمساجد وعلى باب نصر، فقرئت، فأتاه حلق كثير، وقرأها رجل على باب نصر، فضربه غلمان نصر، وتجهزوا للحرب، ودل رجل من أهل مرو الحارث على نقب في سورها، فمضى الحارث إليه فنقبه ودخل المدينة من ناحية باب بالين، فقاتلهم جهم بن مسعود الناجي فقتل جهم وانهبوا منزل سلم بن أحوز وقتلوا من كان يحرس باب بالين. وعدل الحارث في سكة السعد فرأى أعين مولى حيان، فقاتله فقتل أعين. ثم أمر صاحب شرطة نصر بن سيار سلم بن أحوز ونادى: من جاء برأس فله ثلاثمائة. فلم تطلع الشمس حتى انهزم وقاتلهم الليل كله، وقتل سلم بن أحوز كاتب الحارث بن سريج، واسمه يزيد بن داوود، وقتل الرجل الذي دل الحارث على النقب، وكان ذالك في عام 128هـ/746. ثم أرسل نصر إلى جديع الكرماني فأتاه على عهد وعنده جماعة، فوقع بين سلم بن أحوز ومقدام بن نعيم كلام سيئ، فأغلظ كل واحد منهما للأخر، فأعان كل واحد منهما نفر من الحاضرين، فخاف جديع الكرماني أن يكون مكراً من نصر فقام وتعلقوا به فلم يجلس وركب فرسه ورجع وقال: أراد نصر الغدر بي. وأسر يومئذ جهم بن صفوان، وكان مع الكرماني، فقتل، وأرسل الحارث بن سريج ابنه حاتم إلى الكرماني، فقال له محمد بن المثنى: هما عدواك دعهما يضربان. فلما كان الغد ركب الكرماني إلى باب ميدان يزيد فقاتل أصحاب نصر، وأقبل الكرماني إلى باب حرب بن عامر ووجه أصحابه إلى نصر يوم الأربعاء فتراموا ثم تحاجزوا، ولم يكن بينهم يوم الخميس قتال، والتقوا يوم الجمعة فانهزمت قبيلة الأزد حتى وصلوا إلى الكرماني، فأخذ اللواء بيده فقاتل به، وانهزم أصحاب نصر بن سيار وأخذوا لهم ثمانين فرساً، وصُرع تميم بن نصر بن سيار، وسقط سلم بن أحوز فحمل إلى معسكر نصر. ثم خرج نصر من مرو، وقُتل صاحبة عصمة بن عبد الله الأسدي، وكان عصمة بن عبد الله يحمي أصحاب نصر وهم ينسحبون، فلحقه صالح بن القعقاع الأزديّ، فقال له عصمة: تقدم يامزوني، فقال له صالح: أثبت ياخصي - وكان عصمة عقيماً - فعطف فرسه فشبّ فسقط، فطعنه صالح فقتله. وقاتل ابن الديليمري، وهو يرتجز؛ فقتل إلى جنب عصمة. وقتل عبيد الله بن حوتمة السلمي، رماه مروان البهراني؛ فقتله؛ فأتى برأسه إلى جديع الكرماني فاسترجع - وكان له صديقاً - وأخذ رجل يماني بعنان فرس مسلم بن عبد الرحمن بن مسلم فعرفه فتركه. واقتتلوا ثلاثة أيام، فانهزم أصحاب جديع الكرماني في آخر يوم، وهم قبائل الأزد وربيعة، فنادى الخليل بن غزوان: يا معشر ربيعة واليمن قد دخل الحارث بن سريج السوق وقتل ابن الأقطع! - يعني نصر بن سيار - مما أضعف من عزيمة قبائل مضر، وهم أصحاب نصر، فانهزموا، وكان أوّل من انهزم إبراهيم بن بسام الليثي، وترجّل تميم بن نصر، فأخذ برذونه عبد الرحمن بن جامع الكنديّ، وقتلوا هياج الكلبي ولقيط بن أخضر. ولما جاء يوم الجمعة تأهّبوا للقتال، وهدموا الحيطان ليتّسع لهم المكان، وبعث تميم بن نصر أصحابة، فرماهم أصحاب الكرماني من السطوح ونذروا بهم، فقال عقيل بن معقل الليثي لمحمد بن المثنى الأزدي: لماذا نقتل أنفسنا لنصر والكرماني! فنرجع إلى بلدنا بطخارستان، فقال محمد: إنّ نصر لم يفِ لنا، فلن ندع حربه. وكان أصحاب الحارث والكرمانيّ يرمون نصراً وأصحابه بعرّادة، فضرب سرادقه وهو فيه فلم يصيبه أذى، فوجه إليهم سلم بن أحوز فاقتلهم؛ فكان أول الظفر لنصر، فلما رأى الكرماني ذلك أخذ لواءه من محمد بن محمد بن عميرة، فقاتل به حتى كسره. وتواجه محمد بن المثنى مع تميم بن نصر على قنطرة النهر، فقال محمد بن المثنى لتميم حين انتهى إليه: تنحى ياصبيّ. وحمل محمد وأصحابة عليهم، وصرعوا أعين مولى نصر وقتلوه، وقتلوا نفراً من أصحاب نصر. وحمل الخضر بن تميم على سلم بن أحوز فطعنه، فمال السنان، فضربه بجرز على صدره وأخرى على منكبه؛ وضربه على رأسه فسقط، وحمى نصر أصحابه في ثمانية، فمنعهم من دخول السوق.
فلما هزمت قبائل اليمانية قبائل مضر، أرسل الحارث إلى نصر: إن اليمانية يعيرونني بانهزامكم وأنا سأكف عنكم - وكان الحارث بن سريج من قبيلة مضر - فاجعل حماة أصحابك بإزاء جديع الكرماني. فأخذ عليه نصر العهود بذلك. وقدم على نصر عبد الحكيم بن سعد العودي وأبو جعفر عيسى ابن جرز من مكة، فقال نصر لعبد الحكيم العودي، وكان عبد الحكيم من قبيلة الأزد: أما ترى ما فعل سفهاء قومك؟ فقال: بل سفهاء قومك طالت ولايتها بولايتك وصيرت الولاية لقومك دون قبائل ربيعة واليمن فبطروا، وفي ربيعة واليمن علماء وسفهاء، فغلب السفهاء العلماء. فقال أبو جعفر عيسى لنصر: أيها الأمير حسبك من الولاية وهذه الأمور، فإنه قد أظلك أمر عظيم، سيقوم رجل مجهول النسب يظهر السواد ويدعو إلى دولة تكون، فيغلب على الأمر وأنتم تنظرون. - يقصد ثورة بني العباس - فقال نصر: ما أشبه أن يكون كما تقول لقلة الوفاء واستجراح الناس، وسوء ذات البين. أرسلت إلى الحارث بن سريج وهو في بلاد الترك، فعرضت عليه الولاية والأموال فأبى وشغب. فقال أبو جعفر عيسى: إن الحارث مقتول مصلوب، والكرماني ليس عنه ببعيد. ثم أهدى نصر لأبو جعفر واكرمه. وكان سلم بن أحوز يقول: ما رأيت قوماً أكرم إجابةً، ولا أبذل لدمائهم من قيس.
فلما خرج نصر من مرو غلب عليها جديع الكرماني وخطب الناس فآمنهم. ثم هدم الدور ونهب الأموال، فأنكر عليه الحارث بن سريج ذلك، فهم الكرماني بقتله ثم تركه. واعتزل بشر بن جرموز الضبي في خمسة آلاف رجل وقال للحارث: إنما قاتلت معك طلباً للعدل، وانت الأن مع الكرماني وتقاتل معه ليقال انتصر الحارث، وهؤلاء يقاتلون عصبيةً، فلست مقاتلاً معك، فنحن الفئة العادلة لانقاتل إلا من يقاتلنا. وأتى الحارث أتى السور فثلم فيه ثلمةً ودخل البلد، وأتى جديع الكرماني يدعوه إلى أن يكون الأمر شورى، فأبى الكرماني، فانتقل الحارث عنه وأقاموا أياماً. ثم إن الحارث دخل البلد، وأتى الكرماني فاقتتلوا واشتد القتال بينهم، فانهزم الحارث بن سريج وقتل، وقتل معه أخوه سوادة بن سريج وغيرهما. وقيل: كان سبب قتل الحارث أن الكرماني خرج إلى بشر بن جرموز الضبي، الذي اعتزل الفتنة، وكان مع جديع الكرماني الحارث بن سريج، فأقام الكرماني أياماً بينه وبين معسكر بشر بن جرموز مسافة، ثم قرب الكرماني منه ليقاتله، فندم الحارث على اتباع الكرماني وقال: لاتعجل إلى قتالهم فأنا أردهم أليك. فخرج في عشرة فرسان، فاتى عسكر بشر وأقام معهم، وخرجت قبائل المضرية أصحاب الحارث من عسكر الكرماني إليه، فلم يبق مع الكرماني مضري واحد غير سلمة بن أبي عبد الله: فإنه قال: لم أر الحارث من عسكر الكرماني إليه، فلم يبق مع الكرماني مضري غي سلمة بن أبي عبد الله: حيث قال: لم أرى الحارث بن سريج إلا غادراً. وقال المهلب بن إياس: لم أرى الحارث بن سريج قط إلا في خيل تُطرد. ثم قاتلهم جديع الكرماني مراراً، ثم يرجعون إلى خنادقهم، مرة النصر لهؤلاء ومرة لهؤلاء. ثم أرتحل الحارث بن سريج بعد أيام فنقب سور مرو ودخلها وتبعه الكرماني فدخلها أيضاً، فقالت المضرية للحارث: تركنا الخنادق وهو يومنا وقد فررت غير مرة فترجل. فقال: أنا لكم فارساً خير مني لكم راجلاً. فقالوا: لانرضى إلا أن تترجل، وترجل فاقتتلوا هم وجديع الكرماني، فقتل الحارث بن سريج وأخوه سوادة بن سريج وبشر بن جرموز الضبي وعدة من فرسان بني تميم وانهزم الباقون وصفت مرو لقبائل اليمانية، وهدموا دور القبائل المضرية. فقال نصر بن سيار قصدة يهجو بها الحارث بن سريج حين قتل:
وعمرو ومالك وسعد هي بطون من بني تميم. وقالت أم كثير الضبية من بني تميم:

## ظهور دعوة بني العباس
في عام 128هـ/746 وجه الإمام إبراهيم أحد أتباعه ويدعى أبو مسلم الخراساني، إلى خراسان، وكتب إلى أصحابه هناك: إني قد أمرته بأمري فاسمعوا له وأطيعوا، وقد أمرته على خراسان. فأتاهم أبو مسلم، ولم يقبلوه، وخرجوا إلى الإمام إبراهيم فالتقوا به في مكة، فأعلمه أبو مسلم أنهم لم ينفذوا أوامره. وأمرهم إبراهيم بالطاعة له، ثم قال له: إنك رجل منا أهل البيت، احفظ وصيتي، انظر هذا الحي من اليمن فالزمهم واسكن بين أظهرهم، فإن الله لا يتم هذا الأمر إلا بهم، فاتهم ربيعة في أمرهم، وأما مضر فإنهم العدو القريب الدار، واقتل من شككت فيه، وإن استطعت أن لا تدع بخراسان من يتكلم بالعربية فافعل، وأيما غلام بلغ خمسة أشبار تتهمه فاقتله، ولاتخالف هذا الشيخ، يعني سليمان بن كثير الخزاعي، ولاتعصه، وإذا أشكل عليك أمر فاكتف به مني.
فقدم أبو مسلم إلى مرو وأمر سليمان بن كثير بأن يظهر الدعوة، فنزل أبو مسلم قرية من قرى مرو، ووجه منها أبا داود النقيب ومعه عمرو بن أعين إلى طخارستان وبلخ فأمرهما بإظهار الدعوة العباسية، ووجه نصر بن صبيح التميمي وشريك إلى الطالقان. ووجه الجهم بن عطية إلى العلاء بن حريث بخوارزم. ثم أنتقل أبو مسلم إلى قرية سفيذنج، وجديع الكرماني وشيبان بن سلمة الحروري يقاتلان نصر بن سيار، فعقد اللواء الذي بعثه أليه الإمام إبراهيم، ولبسوا السواد. ثم وجه نصر بن سيار والي خراسان مولى له يقال له يزيد لمحاربة أبو مسلم، ثم وجه إليه أبو مسلم مالك بن الهيثم الخزاعي، فالتقوا بقرية ألين، واشتد القتال بينهم، ثم انهزم أصحاب نصر. ثم وجه أبو مسلم قائده خازم بن خزيمة إلى مرو الروذ وقتل واليها بشر بن جعفر السعدي التابع لنصر بن سيار.

## مقتل جديع الكرماني
عندما قتل جديع الكرماني الحارث بن سريج وسطر على مرو وتنحى نصر بن سيار عنه، أرسل نصر إليه سلم بن أحوز في جيشة، ووجد يحيى بن نعيم الشيباني ومعه ألف رجل من قبائل ربيعة، ومحمد بن المثنى ومعه سبعمائة من فرسان قبائل الأزد، وابن الحسن بن الشيخ في ألف من فتيانهم، والجرمي السعدي في ألف من قبائل اليمن. فقال سلم بن أحوز لمحمد بن المثنى: يامحمد قل لهذا "الملاح" أن يخرج إلينا؛ يعني جديع الكرماني. فقال محمد: ياابن الفاعلة لأبو علي تقول هذا! واقتتلوا قتالاً شديداً، فانهزم سلم بن أحوز وقتل من أصحابه زيادة على مائة، ومن أصحاب الكرماني زيادة على عشرين. فلما قدم أصحاب نصر عليه منهزمين قال له عصمة بن عبد الله الأسدي: يانصر شأمت العرب! فأما إذ فعلت فشمر عن ساق. فوجه عصمة بن عبد الله في جيش، فوقف موقف سلم بن أحوز السابق، فنادى يامحمد بن المثنى! لتعلمن أن السمك لا يأكل اللخم - اللخم دابة من دواب الماء تشبه السبع يأكل السمك - فقال له محمد: يا بن الفاعلة قف لنا إذاً! وأمر محمد السعدي، فخرج إليه في قبائل من اليمن فاقتلوا قتالاً شديداً، وانهزم عصمة بن عبد الله حتى أنى نصر بن سيار وقد قتل من أصحابه أربعمائة. ثم أرسل نصر مالك بن عمرو التميمي في اصحابه، فنادى: يابن المثنى أبرز إلي! فبرز إليه، فضربه مالك على حبل عاتقه فلم يصنع شيئاً، وضربه محمد بعمود فشدخ رأسه، والتحم القتال فاقتتلوا قتالاً شديداً، وانهزم أصحاب نصر وقد قتل منهم سبعمائة، ومن أصحاب الكرماني ثلاثمائة، واستمرت تزل الحرب بينهم.
فلما علم أبو مسلم أن كلا الفريقين قد أثخنوا في بعضهم، كتب إلى شيبان بن سلمة ثم يقول للرسول: اجعل طريقك على مضر فإنهم سيأخذون كتبك، فكانوا يأخذونها فيقرأون فيها: إني رأيت أهل اليمن لا وفاء لهم ولا خير فيهم فلا تثقن بهم ولا تطئن إليهم، فإني أرجو أن يريك الله في اليمانية ما تحب، ولئن بقيت لا أدع لها شرعاً ولا ظفراً. ويرسل رسولاً آخر بكتاب فيه يذكر مضر بمثل ماذكره باليمن ويأمر الرسول أن يجعل طريقه على اليمانية، حتى صار هوى الفريقين معه، ثم جعل يكتب إلى نصر بن سيار وإلى جديع الكرماني: إن الإمام أوصاني بكم. وأقبل أبو مسلم حتى نزل بين خندق الكرماني وخندق نصر، وهابه الفريقان، وبعث إلى الكرماني: إني معك. فقبل ذلك الكرماني، فانضم أبو مسلم إليه، فاشتد ذلك على نصر بن سيار، فأرسل إلى الكرماني، ويحك لا تغتر! والله إني خائف عليك وعلى أصحابك منه، فادخل مرو ونكتب كتاباً بالصلح. وهو يريد أن يفرق بينه وبين أبو مسلم الخراساني. فدخل جديع الكرماني منزله، واقام أبو مسلم في المعسكر. فأنتهز نصر الفرصة على الكرماني، ووجه إليه ابن الحارث بن سريج في نحو من ثلاثمائة فارس ليأخذ بثأر أبيه الحارث بن سريج الذي قتله جديع الكرماني، فاقتتلوا طويلاً ثم إن الكرماني طعن في خاصرته وسقط عن فرسه وحماه أصحابه حتى جاءهم ما لا قبل لهم به، فقُتل الكرماني، وصلبه نصر بن سيار. وأقبل ابنه علي بن جديع الكرماني وقد جمع جمعاً كثير، فأنضم إلى أبو مسلم الخراساني وفقاتلوا نصر بن سيار حتى أخرجوه من دار الإمارة، فمال إلى بعض دور مرو وأقبل أبو مسلم حتى دخل مرو، وأتاه علي بن الكرماني وأعلمه أنه معه وسلم عليه بالإمرة وقال له: مرني بأمرك. فقال أبو مسلم الخراساني: أقم على ماأنت عليه حتى آمرك بأمري. ولما نزل أبو مسلم بين خندق الكرماني ونصر ورأى نصر قوته كتب إلى الخليفة مروان بن محمد يخبره بحال أبو مسلم الخراساني وكثرة من معه، وأنه يدعوا إلى إبراهيم بن محمد،وكتب أليه بأبيات، شعر:
لكن مروان بن محمد كان منشغل بفتن الام، وطلب من نصر بأن يتصرف حيال فتنة خراسان، فقال نصر لأصحابة: أما صاحبكم فقد أعلمكم أنه لا نصر عنده. فكتب نصر بن سيار إلى يزيد بن عمر بن هبيرة والي العراق يستمده الدعم، وكتب له بأبيات، شعر:
فلما وصلت الرسالة إلى يزيد، قال يزيد: لاتكثر فليس له عندي رجل، وكان يزيد كارهاً لنصر بن سيار. وحينها قبض جند مروان بالشام، رسول أبو مسلم إلى الإمام إبراهيم، وقد عاد الرسول من عند إبراهيم ومعه جوابه إلى أبو مسلم الخراساني، يلعنه فيه إبراهيم ويسبه لأن أبو مسلم لم ينتهز فرصة الحرب بين نصر بن سيار وجديع الكرماني، ويأمر بأن لايدع بخراسان متكلماً بالعربية إلا قتله. فلما قرأ مروان بن محمد الكتاب، كتب إلى عامله بالبلقاء ليسير إلى قرية الحميمة ويأخذ الإمام إبراهيم بن محمد ويقيده ويرسله إليه، ففعل ذلك، وأرسله إلى مروان بن محمد وحبسه عنده في حران.

## تحالف القبائل العربية على قتال أبو مسلم
بعدما ظهر أمر أبو مسلم الخراساني سارع إليه الناس، وجعل أهل مرو يأتونه، وكان جديع الكرماني وشيبان بن سلمة لايكرهون أبو مسلم لأنه دعا إلى خلع الخليفة مروان بن محمد. وقال الناس: ظهر رجل من بني هاشم له حلم ووقار وسكينة. فانطلق شباب من أهل مرو نساك يطلبون الفقه إلى أبو مسلم، فسألوه عن نسبه، فقال: خيري خير لكم من نسبي؛ وسألوه أشياء من الفقه فقال: أمركم بالمعروف وأنهاكم عن المنكر خير لكم من هذا، ونحن إلى عونكم أحوج منا إلى مسألتكم فاعفونا. فقالوا له: لانعرف لك نسباً ولانظنك تبقى إلا قليلاً حتى تقتل، وما بينك وبين ذلك إلا أن يتفرع أحد هذين الأميرين. فقال أبو مسلم: أنا أقتلهما إن شاء الله. فذهبوا إلى نصر بن سيار فأخبروه، فقال: جزاكم الله خيراً. وذهبوا إلى شيبان بن سلمة فأخبروه، وأرسل إليه نصر: إنا قد أشجى بعضنا بعضاً، فأكفف عني حتى أقاتله، وإن شئت فجامعني إلى حربه حتى أقتله أو انفيه ثم نعود إلى أمرنا الذي نحن عليه. فأراد شيبان أن يفعل ذلك، فأتى الخبر إلى أبو مسلم، فكتب إلى علي جديع الكرماني: إنك موتور في مقتل أبوك جديع الكرماني، ونحن نعلم أنك لست على رأي شيبان، وإنما تقاتل لثأرك. ودخل علي بن جديع على شيبان بن سلمة وثناه عن مصالحة نصر، فأرسل نصر إلى شيبان: إنك لمغرور. وقال شعراً يخاطب به قبائل ربيعة وقبائل اليمانية في خراسان ويحثهم على الاتفاق معه على حرب أبو مسلم الخراساني:
فبعث أبو مسلم الخراساني النضر بن نعيم الضبي إلى هراة وعليها عيسى بن عقيل بن معقل الليثي، فطرده عنها، فقدم على نصر منهزماً وغلب النضر على هراة. فقال يحيى بن نعيم بن هبيرة الشيباني لعلي بن جديع الكرماني وشيبان: اختاروا إما أنكم تهلكون أنتم قبل مضر أو مضر قبلكم. قالوا: وكيف ذلك؟ قال: إن هذا الرجل إنما ظهر أمره منذ شهر وقد صار عسكره مثل عسكركم. فقالوا: فما الرأي؟ قال: صالحوا نصر بن سيار، فإنكم إن صالحتموه قاتلوا نصر بن سيار وتركوكم لأن الأمر في مضر، وإن لم تصالحوا نصر، صالحوه هم وقاتلوكم، فقدموا مضر قبلكم ولو ساعة من نهار فتقر أعينكم بقتلهم. فأرسل شيبان إلى نصر يدعوه إلى الموادعة، فأجابه ثم أرسل نصر بن سيار قائده سلم بن أحوز المازني بكتاب الموادعة، فأتى شيبان وعن يمينه علي بن جديع الكرماني، وعن يساره يحيى بن نعيم الشيباني، فقال سلم لابن الكرماني: ياأعور، ما أخلقك أن تكون الأعور الذي بلغنا أن يكون هلاك مضر على يديه! ثم توادعوا سنة وكتبوا كتاباً. فبلغ ذلك أبو مسلم فكتب إلى شيبان: إنا نوادعك أشهراً فوادعنا ثلاثة أشهر. فقال ابن الكرماني: إني ماصالحت نصر بن سيار إنما صالحه شيبان، وأنا لذلك كاره، وأنا موتور بقتله لأبي ولن أترك قتاله. فعاود القتال على نصر، ولم يشترك معه شيبان وقال: لايحل الغدر. فأرسل ابن الكرماني إلى أبو مسلم يستنصره، فأقبل حتى نزل الماخوان، ولما نزل الماخوان حفر بها خندقاً وجعل للخندق بابين فعسكر به. وأرسل إلى ابن الكرماني: إني معك على نصر. فقال ابن الكرماني: إني أحب أن يلقاني أبو مسلم. فأتاه أبو مسلم فأقام غنده يومين ثم رجع إلى الماخوان، وكان ذلك في عام 130هـ/748. وأمر أبو مسلم كامل بن مظفر أن يعرض الجند ويكتب أسمائهم، فبلغ عددهم سبعة آلاف رجل، ثم إن قبائل ربيعة ومضر واليمانية توادعوا على وضع الحرب وأن تجتمع كلمتهم على محاربة أبو مسلم. وبلغ أبو مسلم الخبر، فتخوف أن يقطع نصر بن سيار عنه الماء فتحول إلى آلين، فنزل آلين وخندق بها. وعسكر نصر بن سيار على نهر عياض، وجعل عاصم بن عمرو ببلاش جرد، وأبو الذيال بطوسان، فأنزل أبو الذيال جنده على أهلها، وكان عامة أهلها مع أبو مسلم في الخندق، فآذوا أهل طوسان وعسفوهم وسير إليهم أبو مسلم جنداً، فلقوا أبو الذيال فهزموه وأسروا من أصحابه نحواً من ثلاثين رجلاً، فكساهم أبو مسلم وداوى جراحهم وأطلقهم. ولما استقر أبو مسلم في معسكره أرسل محرز بن إبراهيم بأن يسير في جماعة ويخندق في جيرنج ليقطع الدعم والمؤن عن نصر بن سيار من مرو الروذ وبلخ وطخارستان، ففعل ذلك، واجتمع عنده نحو من ألف رجل، فقطع الدعم والمؤن عن نصر بن سيار.
بعد أن تعاهد علي بن الكرماني ومن معه من قبائل اليمانية وربيعة في خراسان مع نصر بن سيار وقبائل مضر للمره الثانية. غظم على أبو مسلم الخراساني اتفاق القبائل العربية فيما بينهم، وجمع أبو مسلم أصحابه لحربهم، وكان سليمان بن كثير الخزاعي وهو كبير دعاة بني العباس مقابلاً لجيش ابن الكرماني، فقال له سليمان: إن أبو مسلم يقول لك: أما تأنف من مصالحة نصر بن سيار وهو قد قتل بالأمس أباك وصلبه؟ وماكنت أحسبك تجامع نصر في مسجد تصليان فيه! فأغضب ابن الكرماني هذا الكلام، ورجع عن التصالح مع نصر وانتقض صلح العرب. ولما انتقض صلحهم بعث نصر إلى أبو مسلم يلتمس منه أن يدخل مع قبائل مضر، وبعث أصحاب ابن الكرماني، وهم قبائل ربيعة واليمانية، إلى أبو مسلم مثل ذلك، فراسلوه بذلك أياماً، فأمرهم أبو مسلم أن يقدم عليه وفد الفريقين حتى يختار أحدهما، ففعلوا، وأمر أبو مسلم أصحابة أن تختار قبائل ربيعة واليمانية، فإن الشيطان في مضر، وهم أنصار الخليفة الأموي مروان بن محمد وولاته وهم من قتل يحيى بن زيد. وقدم الوفدان، وكان على رأس وفد قبائل مضر عقيل بن معقل الليثي وعبيد الله بن عبد ربه الليثي والخطاب بن محرز السلمي، وعدد من رجال مضر، وكان في وفد القبائل اليمانية عثمان بن الكرماني ومحمد بن المثنى وسوره بن محمد بن عزيز الكندي، وعدة رجال كذالك. فجلس أبو مسلم الخراساني وأجلسهم معه وجمع عنده من أنصاره سبعين رجلاً، فقال لهم ليختاروا أحد الفريقين. فقام سليمان بن كثير الخزاعي فتكلم، وكان خطيباً مفوهاً، فاختار ابن الكرماني وأصحابه، ثم قام أبو منصور طلحة ابن زريق النقيب فاختارهم أيضاً، ثم قام مرثد بن شقيق السلمي وقال: إن مضر قتلة آل النبي، وأعوان بني أمية وشيعة مروان بن محمد وعماله ودماؤنا في أعناقهم وأموالنا في أيديهم، ونصر بن سيار عامل مروان بن محمد يتعهد أموره ويدعو له على منبره ويسميه أمير المؤمنين، ونحن نبرأ إلى الله، من أن يكون نصر على هدى، وقد اخترنا علي ابن الكرماني وأصحابه. فنهض وفد مضر وعليهم الكآبة والذلة، ورجع وفد ابن الكرماني منصورين. ورجع أبو مسلم إلى معسكره في الماخوان وأمر أصحابة أن يبنوا المساكن فقد أغناهم الله من اجتماع كلمة العرب عليهم.
ثم أرسل إلى أبو مسلم الخراساني علي بن الكرماني ليدخل مدينة مرو من ناحيته ويدخل هو من الناحية الأخرى، فأرسل إليه أبو مسلم: إني لست آمن أن تجتمع يدك ويد نصر على محاربتي، ولكن ادخل أنت وأنشب الحرب مع أصحاب نصر. فدخل ابن الكرماني فأنشب الحرب، وبعث أبو مسلم شبل بن طهمان في خيل فدخلوها، ونزل شبل بقصر بخاراخذاه، وبعث إلى أبو مسلم ليدخل إليهم، فسار من معسكره في الماخوان وعلى مقدمته أسيد بن عبد الله الخزاعي، وعلى ميمنته مالك بن الهيثم الخزاعي، وعلى ميسرته القاسم بن مجاشع التميمي. فدخل مرو. وذهب إلى قصر الإمارة، وصفت مرو لأبو مسلم. وكان معه النقباء الأثنني عشر، الذين أختارهم محمد بن علي بن عبد الله بن العباس - مؤسس الدعوة العباسية - وهم من السبعين الذين كانوا استجابوا له حين بعث رسوله إلى خراسان عام 103هـ/721، وكان منهم، من بنو خزاعة: سليمان بن كثير، ومالك بن الهيثم، وزياد بن صالح، وطلحة بن زريق، وعمرو بن أعين؛ ومن بنو طيء: قحطبة بن شبيب؛ ومن بنو تميم: موسى بن كعب، ولاهز بن قريظ، والقاسم بن مجاشع،وأسلم بن سلام؛ ومن بنو بكر بن وائل: أبو داود بن إبراهيم الشيباني، وأبو علي الهروي، وعيسى بن كعب، وأبو النجم إسماعيل بن عمران.

## هروب نصر بن سيار من مرو
أرسل أبو مسلم الخراساني لاهز بن قريظ في جماعة إلى نصر بن سيار الكناني يدعوه إلى مبايعته، فلما رأى نصر من بايع أبو مسلم من قبائل اليمانية وربيعة والعجم وأنه لاطاقة له بهم، أراد أن يأتيه ويبايعه، وأمر أصحابه أن يخرجوا إلى مكان أمن. وفي الصباح عبأ مسلم كتائبه وأعاد إلى نصر لاهز بن قريظ وجماعة معه، فدخلوا على نصر، فقال: ماأسرع ماعدتم! وإذا كان لابد من ذلك فإني أتوضأ وأخرج إليه. ولما قام نصر بن سيار، قرأ لاهز بن قريظ: ﴿وَجَاءَ رَجُلٌ مِنْ أَقْصَى الْمَدِينَةِ يَسْعَى قَالَ يَا مُوسَى إِنَّ الْمَلَأَ يَأْتَمِرُونَ بِكَ لِيَقْتُلُوكَ فَاخْرُجْ إِنِّي لَكَ مِنَ النَّاصِحِينَ ۝٢٠﴾. فدخل نصر منزله وأعلمهم أنه ينتظر عودة رسوله من عند أبو مسلم. فلما جاء الليل خرج من خلف بيته ومعه أبنه تميم والحكم بن نميلة النميري وامرأته المرزبانة وانطلقوا هراباً، فلما استبطأ لاهز بن قريظ وأصحابه دخلوا منزله فوجدوه قد هرب.
فلما بلغ ذلك أبو مسلم سار إلى معسكر نصر بن سيار وأخذ ثقات أصحاب نصر وصناديدهم فكتفهم وكان فيهم سلم بن أحوز المازني صاحب شرطة نصر، والبختري كاتبه، وابنان له، ويونس بن عبدريه، ومحمد بن قطن، ومجاهد بن يحيى بن حضين البكري والنضر بن أدريس ومنصور بن عمر بن أبي الحرقاء وعقيل بن معقل الليثي، وسيار بن عمر السلمي، ومعهم رجال من رؤساء قبائل مضر وقيدهم بالحديد، وكانوا عنده في الحبس حتى قتلهم جميعاً. وسار أبو مسلم وعلي بن الكرماني في طلب نصر بن سيار، ولكنه هرب ونزل في مدينة سرخس ومعه من قبائل المضرية ثلاثة آلاف رجل. فرجع أو مسلم وعلي بن الكرماني إلى مرو، وقال أبو مسلم لأصحابة: ماالذي جعل نصر يشك ويهرب؟ وهل تكلم أحد منكم تكلم أمامه بشيء؟ قالوا، لاهز بن قريظ قال أمامه هذه الآية: ﴿وَجَاءَ رَجُلٌ مِنْ أَقْصَى الْمَدِينَةِ يَسْعَى قَالَ يَا مُوسَى إِنَّ الْمَلَأَ يَأْتَمِرُونَ بِكَ لِيَقْتُلُوكَ فَاخْرُجْ إِنِّي لَكَ مِنَ النَّاصِحِينَ ۝٢٠﴾ [القصص:20]. فقال أبو مسلم: هذا الذي دعاه يهرب منا. فقال أبو مسلم: يالاهز تدغل في الدين! ثم قتله - وكان لاهز بن قريظ ونصر بن سيار كلاهما من قبائل مضر وربما تعاطف لاهز بن قريظ مع نصر لأنه مضري مثله - واستشار أبو مسلم الخراساني رجل يدعى أبو طلحة في أصحاب نصر فقال: اجعل سوطك السيف وسجنك القبر. فقتلهم أبو مسلم جميعاً وفيهم سلم بن أحوز، وكان عددهم أربعة وعشرين رجلاً. وأما نصر فإنه سار إلى سرخس ثم إلى طوس، ثم سار إلى نيسابور فأقام بها، ودخل علي بن الكرماني إلى مرو مع أبو مسلم وتابعه على رأيه وعاقده عليه يحيى بن حضين من زعماء قبائل ربيعة.

## مقتل شيبان بن سلمة الحروري
كان شيبان بن سلمة وعلي بن الكرماني مجتمعين على قتال نصر بن سيار لمخالفة شيبان بن سلمة نصر لأنه من ولاة الخليفة مروان بن محمد، وكان شيبان على مذهب الخوارج، فلما تصالح علي بن الكرماني مع أبو مسلم الخراساني، أنسحب شيبان عن مرو إذ علم أنه لايقوى على حربهما، وقد هرب نصر بن سيار إلى سرخس. وعندما استقام الأمر لأبو مسلم أرسل إلى شيبان بن سلمة يدعوه إلى البيعة، فقال شيبان: أنا أدعوك إلى بيعتي. فأرسل إليه أبو مسلم: إن لم تدخل في أمرنا فارتحل عن مكانك الذي أنت فيه. فأرسل شيبان إلى علي بن الكرماني يستنصره، فأبى ابن الكرماني، فسار شيبان إلى سرخس واجتمع إليه جمع كثير من قبيلته بكر بن وائل، فأرسل إليه أبو مسلم رجالاً من الأزد فيهم المنتجع بن الزبير، يدعوه أبو مسلم أن يكف، فأخذ الرسل فسجنهم. فكتب أبو مسلم إلى بسام بن إبراهيهم مولى بني ليث بأبيورد يأمره بأن يسير إلى شيبان ويقاتله، فسار إليه فقاتله، وهزم شيبان واتبعه بسام حتى دخل المدينة فقتل شيبان وعدة من بكر بن وائل. فقيل لأبو مسلم: إن بسام يقتل البريء؛ فاستقدمه أبو مسلم، واستخلف بدلاً منه قائداً أخر. وبعد مقتل شيبان مر رجل من بكر بن وائل على رسل أبو مسلم الذين سجنهم شيبان بن سلمة، فقتلهم جميعاً.

## مقتل علي وعثمان أبناء الكرماني
في عام 130هـ/748 وجه أبو مسلم الخراساني موسى بن كعب التميمي إلى مدينة أبيورد ففتتحها، زوجه كذالك أبو داود خالد بن إبراهيم إلى بلخ، وبها زياد بن عبد الرحمن القشيري، ولما بلغه وصول أبو دواد إلى بلخ، خرج زياد ومعه أهل بلخ وترمذ وغيرهما من أهل المدن المجاورة إلى الجوزجان، ودخل أبو داود مدينة بلخ، فكتب إليه أبو مسلم يأمره بالقدوم عليه، ووجه مكانه يحيى بن نعيم الشيباني أبو الميلاء على بلخ، فلما وصل يحيى بن نعيم إلى مدينة بلخ، كتب إلى زياد بن عبد الرحمن القشيري بأن يرجع إلى بلخ ويتحالفون ضد أبو مسلم الخراساني، فوافق زياد ورجع ومعه مسلم بن عبد الرحمن بن مسلم الباهلي وعيسى بن زرعة السلمي وأهل بلخ وترمذ وملوك طخارستان من العجم وبلاد ما وراء النهر، فنزلوا بجانب بلخ وخرج إليهم يحيى بن نعيم بمن معه، فصارت كلمتهم واحدة قبائل مضر وربيعة واليمانية ومن معهم من العجم على قتال أبو مسلم، وجعلوا القائد عليهم مقاتل بن حيان النبطي لأنه من الموالي وليس من قبائل مضر أو ربيعة أو اليمانية وحتى تكون يدهم واحدة ولاتحدث بينهم العصبية. فأمر أبو مسلم الخراساني أبو داود بالعودة لهم وقتالهم، فاقبل بمن معه حتى اجتمعوا على نهر السرجنان، وكان زياد بن عبد الرحمن القشيري وأصحابه قد وجهوا أبو سعيد القرشي في جماعة من المقاتلين حتى لايأتيهم أبو داود من خلفهم، وكانت رايات أبو داود سوداء اللون، وعندما تقاتل أبو داود وزياد بن عبد الرحمن القشيري، عاد أبو سعيد القرشي بمن معه لكي يساندوا زياد بن عبد الرحمن وأصحابه، فأتوهم من الخلف، ولما رأى زياد ومن معه رايات أبو سعيد السوداء ظنوه كمين من أبو داود فانهزموا، وأتبعهم أبو داود، فوقع معظم أصحاب زياد بن عبد الرحمن في نهر السرجنان وقتل معظم رجالهم المتخلفين، ونزل أبو داود معسكرهم. ومضى زياد بن عبد الرحمن القشيري ويحيى بن نعيم الشيباني ومن معهما إلى ترمذ. وكتب أبو مسلم إلى أبو داود يأمره بالقدوم عليه، ووجه النضر بن صبيح المري على بلخ. وقدم أبو داود على أبو مسلم واتفقا على أن يفرقا بين الأخوين علي وعثمان ابني جديع الكرماني، فبعث أبو مسلم عثمان بن الكرماني والياً على بلخ، وعندما وصلها، استخلف الفرافصة بن ظهير العبسي على بلخ.
وأقبلت قبائل المضرية من مدينة ترمذ وعليهم مسلم بن عبد الرحمن الباهلي، فالتقوا هم وأصحاب عثمان بن الكرماني فاقتتلوا قتالاً شديداً، فانهزم أصحاب عثمان، وغلب مسلم بن عبد الرحمن على مدينة بلخ، وبلغ عثمان بن الكرماني والنضر بن صبيح الخبر وهما بمدينة مرو الروذ، فأقبلا نحوهم، فهرب أصحاب عبد الرحمن بن مسلم منهم، ولم يستطيع النضر بن ظهير في طلبهم، ثم لقيهم مره أخرى أصحاب عثمان بن الكرماني فاقتتلوا قتالاً شديداً، ولم يكن النضر بن ظهير معهم، فانهزم أصحاب عثمان وقتل منهم خلق كثير. ورجع أبو داود من مرو إلى بلخ، وسار أبو مسلم ومعه علي بن الكرماني إلى نيسابور، واتفق أبو مسلم الخراساني وأبو داود على أن يقتل أبو مسلم علي بن الكرماني ويقتل أبو داود عثمان بن الكرماني، فلما وصل أبو داود بلخ بعث عثمان والياً على بلاد الختل ومن معه من قومه اليمانية أهل مرو، فلما خرج من بلخ تبعه أبو داود فأخذه وأصحابه فحبسهم جميعاً، ثم ضرب أعناقهم صبراً، وقتل أبو مسلم في ذلك اليوم علي بن الكرماني، وقد كان أبو مسلم أمر علي بن الكرماني أن يسمي له أصحابة ليوليهم ويأمر لهم بالجوائز، فسماهم له، فقتلهم جميعاً.

## نهاية نفوذ القبائل العربية على خراسان
بعد مقتل شيبان بن سلمة وكان من زعماء ربيعة وعلي وعثمان ابنا جديع الكرماني وهم من زعماء اليمانية، وهروب نصر بن سيار من مرو وكان نصر بن سيار والي خراسان للدولة الأموية ومن زعماء مضر في خراسان. غلب أبو مسلم على خراسان، وبعث الولاة عليها، ووجه قحطبة بن شبيب إلى مدينة طوس ومعه: عبد الملك بن يزيد، وخالد بن برمك، وعثمان بن نهيك، وخازم بن خزيمة. ووجه القاسم بن مجاشع إلى نيسابور، وكتب أبو مسلم إلى قحطبة بن شبيب يأمره بقتال تميم بن نصر بن سيار والنابئ بن سويد العجلي ومن أنضم لهم من أهل خراسان الفارين من أبو مسلم، وكان منهم أصحاب شيبان بن سلمة، حيث لحقوا بنصر وانضموا له، ووجه أبو مسلم علي بن معقل في عشرة آلاف رجل، وأمره أن يكون مع قحطبة. وكان النابئ بن سويد العجلي من أصحاب شيبان بن سلمة، عندما قتل شيبان هرب النابئ ومن معه من قبائل ربيعة واستغاث بنصر بن سيار، فوجه إليه نصر ابنه تميم بن نصر في ألفين رجل، ووجه أبو مسلم كذالك القاسم بن مجاشع إلى سرخس وجهور بن مرار إلى أبيورد، فوجه تميم بن نصر عاصم بن عمير السغدي لقتال جهور بن مرار، فهزمه عاصم بن عمير، فتحصن في كبادقان، واتجهوا قحطبة والقاسم إلى النابي بن سويد العجلي، فأرسل تميم إلى عاصم أن ارحل عن حصار جهور بن مرار وأقبل ألينا، فتركه، وعاد إلى تميم بن نصر. ووجه قحطبة بن شبيب على مقدمته أسيد بن عبد الله الخزاعي في ثلاثة آلاف رجل من أهل نسا وأبيورد، فتجهز تميم والنابى لقتاله، فكتب أسيد إلى قحطبة يبلغه مااجمعوا عليه من قتاله، وانهم في ثلاثين ألفا من صناديد أهل خراسان وفرسانهم، فوجه قحطبة مقاتل بن حكيم العكي في ألف وخالد بن برمك في ألف، فقدما على أسيد، وبلغ ذلك تميم والنابي فكسرهما ثم قدم عليهم قحطبة بمن معه وتعبأ لقتال تميم، وجعل على ميمنته مقاتل بن حكيم وعبد الملك بن يزيد وخالد بن برمك، وعلى ميسرته أسيد بن عبد الله الخزاعي والحسن بن قحطبة والمسيب بن زهير وعبد الجبار بن عبد الرحمن، وصار هو في القلب ثم زحف إليهم، فأمر الميمنة والميسرة أن يحملوا، فاقتتلوا قتالا شديدا، فقتل تميم بن نصر في المعركة، وقتل من جيشة مقتلة عظيمة، وأفلت النابي بن سويد العجلي في عدة من الرجال، فتحصنوا في المدينة، وحاصرهم قحطبة بن شبيب، ثم دخل المدينة، فقتل النابي ومن معه، وهرب عاصم بن عمير السمرقندي وسالم بن راوية السعدي إلى نصر بن سيار في نيسابور، فأخبروه بمقتل أبنه تميم والنابي بن سويد، ولما انتصر قحطبة، وجه مقاتل بن حكيم العكي على مقدمته إلى نيسابور فبلغ ذلك نصر بن سيار، فارتحل عنها حتى نزل قومس. ومعه أنصاره من قبائل قيس ومضر، وكتب نصر إلى يزيد بن عمر بن هبيرة في العراق يطلب منه المدد، وكان من ضمن رُسل نصر، عدد من وجوه أهل خراسان من العرب، لكي يعظموا له فداحة الأمر في خراسان، فحبس يزيد بن هبيرة رسل نصر، وكتب نصر إلى الخليفة الأموي مروان بن محمد، وقال: إني وجهت إلى ابن هبيرة قوما من وجوه أهل خراسان ليعلموه الأمر في خراسان، وسألته المدد فحبس رسلي ولم يمدني بأحد، فكتب مروان بن محمد إلى يزيد بن هبيرة يأمره بأن يمد نصر، وكتب إلى نصر يعلمه ذلك. فكتب نصر إلى يزيد بن هبيرة يطلب منه أن يعجل إليه بارسال الجند، فأمدني بعشرة آلاف قبل أن تمدني بمائة ألف.

## وفاة نصر بن سيار
في عام 131هـ/749 وقعت معركة كبيرة قرب مدينة جرجان بين نباتة بن حنظلة الكلابي قائد الجيش الأموي الذي بعثة يزيد بن عمر بن هبيرة والي العراق وقحطبة بن شبيب قائد الجيش العباسي الذي بعثة أبو مسلم الخراساني، وأنتهت المعركة بهزيمة جيش نباتة بن حنظة ومقتلة بالمعركة. مما جعل نصر بن سيار يترك مدينة قومس ويتجه بعدها إلى مدينة الري، وكان والي الري حينها أبو بكر بن كعب العقيلي، ووجه قحطبة ابنه الحسن إلى نصر، ثم وجه أبو كامل ومحرز بن إبراهيم إلى ابنه الحسن، فلما كانوا قريباً من الحسن انحاز أبو كامل وترك عسكره وأتى نصر بن سيار وصار معه وأعلمه مكان الجند الذين فارقهم. فوجه إليهم نصر جنداً، فهرب جند قحطبة منهم وخلفوا متاعهم، فأخذه أصحاب نصر، فبعث نصر رسوله إلى يزيد بن هبيرة في العراق، فتعرض له القائد عطيف بن بشر السلمي حول مدينة الري فأخذ الكتاب من رسول نصر والمتاع، وبعث به إلى ابن هبيرة، فغضب نصر بن سيار وقال: أما والله لأدعن ابن هبيرة يعرف أنه عندي ليس بشيء ولا ابنه. وكان عطيف بن بشر السلمي في ثلاثة آلاف مقاتل قد أرسلهم ابن هبيرة إلى نصر، فأقام حول الري ولم يذهب إلى نصر، وسار نصر حتى نزل الري وعليها حبيب بن يزيد النهشلي، فلما قدمها نصر سار ابن غطيف منها إلى همدان، وفيها مالك بن أدهم بن محرز الباهلي، فعدل عنها عطيف بن بشر وذهب إلى أصفهان عند عامر بن ضبارة أحد القادة الذين أرسلهم يزيد بن هبيرة لقتال أبو مسلم. وعندما وصل نصر بن سيار مدينة الري أقام فيها يومين ثم مرض، وكان يحملونه حملاً، فلما بلغ ساوة مات فيها، ولما مات في ساوة، ذهب أصحابه إلى همدان (إيران). وكانت وفاة نصر بن سيار الكناني والي خراسان لبني أمية في يوم 12 ربيع الأول عام 131هـ/749، وعمره 85 عاماً وكان موته دلالة على انتهاء الدولة الأموية.

## مقتل أخر زعماء العرب في خراسان
حاصر الحسن بن قحطبة من بقي من زعماء العرب في خراسان في مدينة نهاوند، ومعهم من بقي من جنود الشام الذين بعثهم يزيد بن عمر بن هبيرة لقتال أبو مسلم الخراساني والعباسيين. ثم سار قحطبة إلى ابنه الحسن وهو يحاصر نهاوند ثلاثة أشهر: شعبان ورمضان وشوال، ووضع عليهم المجانيق، وأرسل إلى من بنهاوند من أهل خراسان يدعوهم إليه وأعطاهم الأمان، فرفضوا. ثم أرسل قحطبة إلى أهل الشام المحاصرين في نهاوند بمثل ماأرسله لأهل خراسان، فأجابوه وقبلوا أمانه وبعثوا إليه يسألونه أن يشغل عنهم أهل المدينة بالقتال ليفتحوا له الباب الذي يليهم، ففعل ذالك قحطبة وقاتلهم، ففتح أهل الشام أحدى أبواب نهاوند، فخرجوا، وعندما رأى أهل خراسان ذلك سألوهم عن سبب خروجهم، فقالوا: أخذنا الأمان لنا ولكم. فخرج رؤساء العرب من أهل خراسان، فدفع قحطبة بن شبيب كل رجل منهم إلى قائد من قواده ثم أمر بعدها: من كان بيده أسير ممن خرج إلينا فليضرب عنقه وييأتنا برأسه! ففعلوا ذلك؛ فلم يبق أحد زعماء العرب في خراسان الذين هربوا من أبو مسلم إلا قتل. إلا أهل الشام، فإن قحطبة بن شبيب وفى لهم وخلى سبيلهم، وكان ممن قتل من رؤساء العرب من أهل خراسان: إلا الحكم بن ثابت بن أبي مسعر الحنفي، بينما قتل البقية ومنهم: أبو كامل، والذي لم يسلم لهم بل قاتل حتى قتل، وحاتم بن الحارث بن سريج التميمي، وابن لنصر بن سيار، وعاصم بن عمرو السمرقندي وكان يٌلقب هزارمرود، وعلي بن عقيل الليثي الكناني، وبيهس بن بديل السلمي وقطن بن حرب الهلالي وعمارة بن سليم، وكان عدد من قُتل من أسرى عرب خراسان صبراً، هم ثلاثة ألاف رجل بعد فتح نهاوند.